# DKW・ムンガ

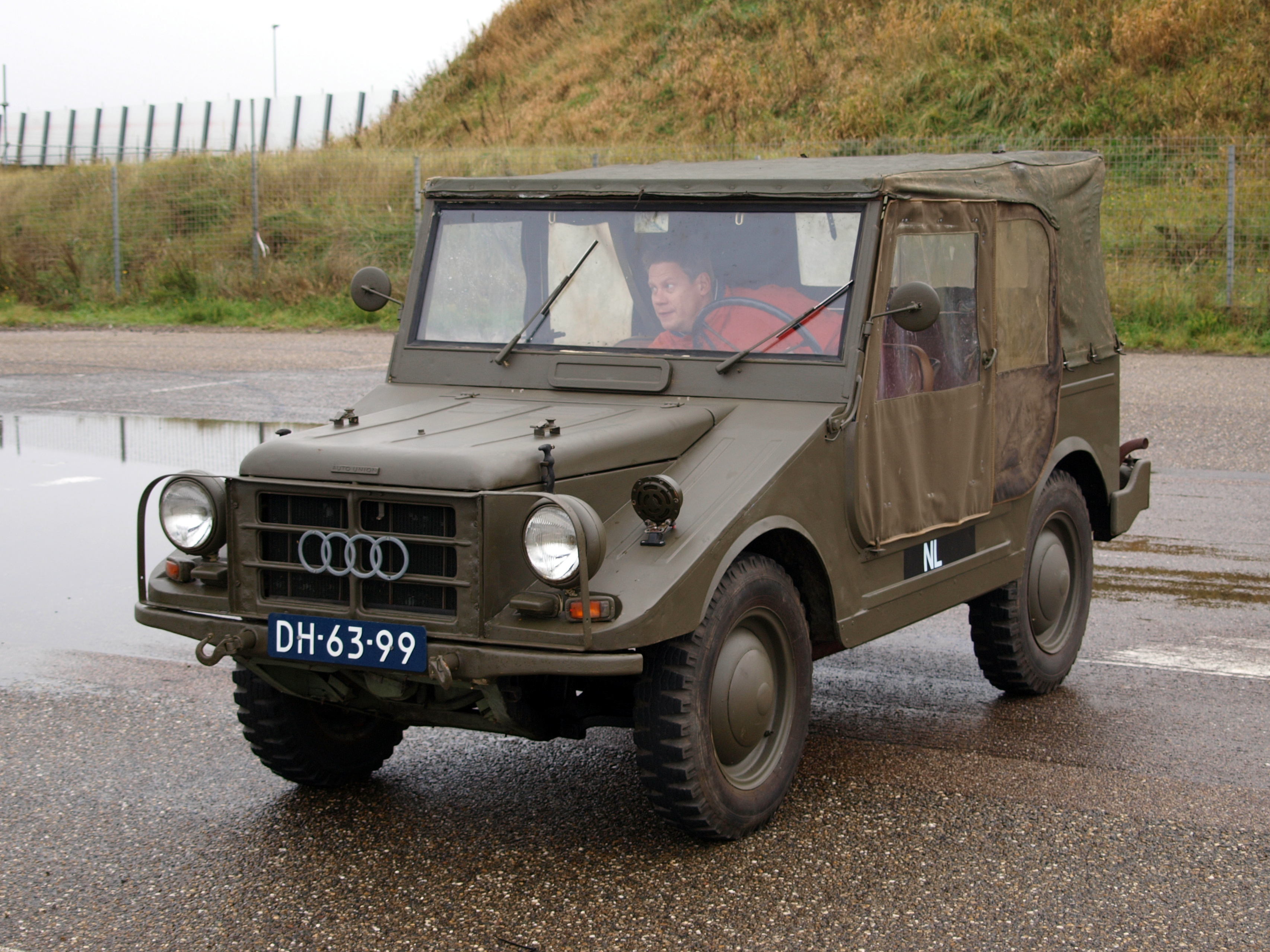
DKW・ムンガ

DKW ムンガ（Munga）は、アウトウニオンによって作られたDKWブランドのオフロード車である。ムンガという名前はドイツ語のフレーズ "Mehrzweck Universal Geländewagen mit Allradantrieb" に由来しており、「全輪駆動の多目的ユニバーサルオフロードカー」と訳される。

## 概要

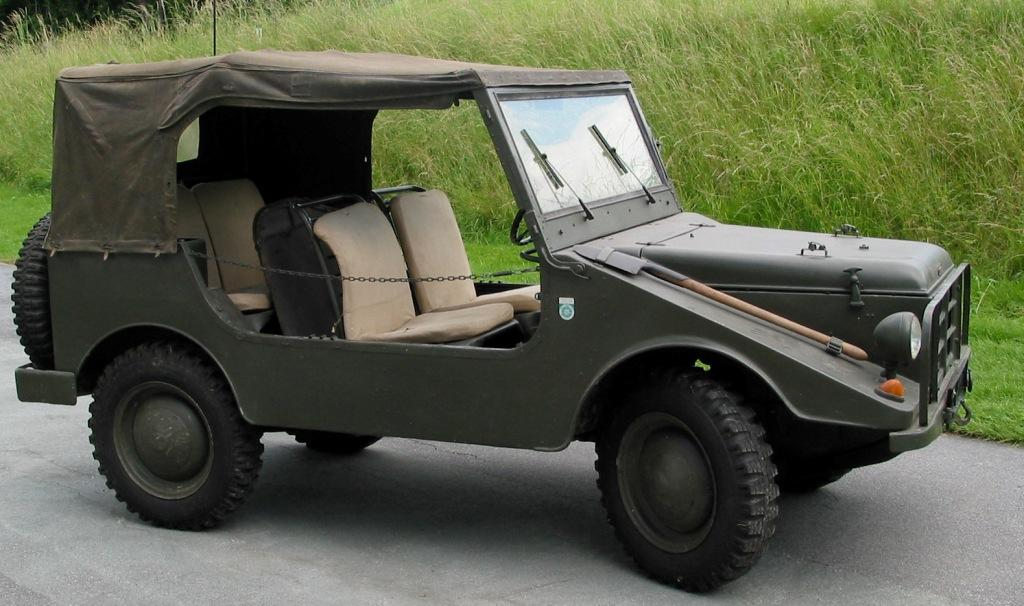
1955年のプロトタイプ

1956年10月に生産を開始し、1968年12月に生産を終了するまでに46,750台が生産された。並外れたスタミナを持つこの車は、西ドイツ連邦軍に採用されただけでなく、ドイツ国境警備隊やNATO加盟国の様々な軍組織のために大量に購入された。
民生用バージョンは、西ドイツでは特に農林業に広く採用され、海外でも特に南米や南アフリカの大部分のように道路が貧弱なために「どこへでも行く」輸送が必要とされる国々で人気が出た。約2000台の車がオランダ陸軍に納入され、その多くは1970年代後半に英国に出荷された。
オランダ陸軍はM38A1 NEKAFジープの代替としてムンガを意図していたが、多くの問題が発生したため1970年に早期に退役した。予備部隊向けに保管されていたNEKAFジープは作戦部隊に戻され、1995年まで使用され続けた。
ムンガはブラジルのサンパウロでもDKW-Vemagによって製造され、DKW カンダンゴと呼ばれた。現地生産は1958年から1963年まで4輪駆動と2輪駆動のバージョンで続いた。

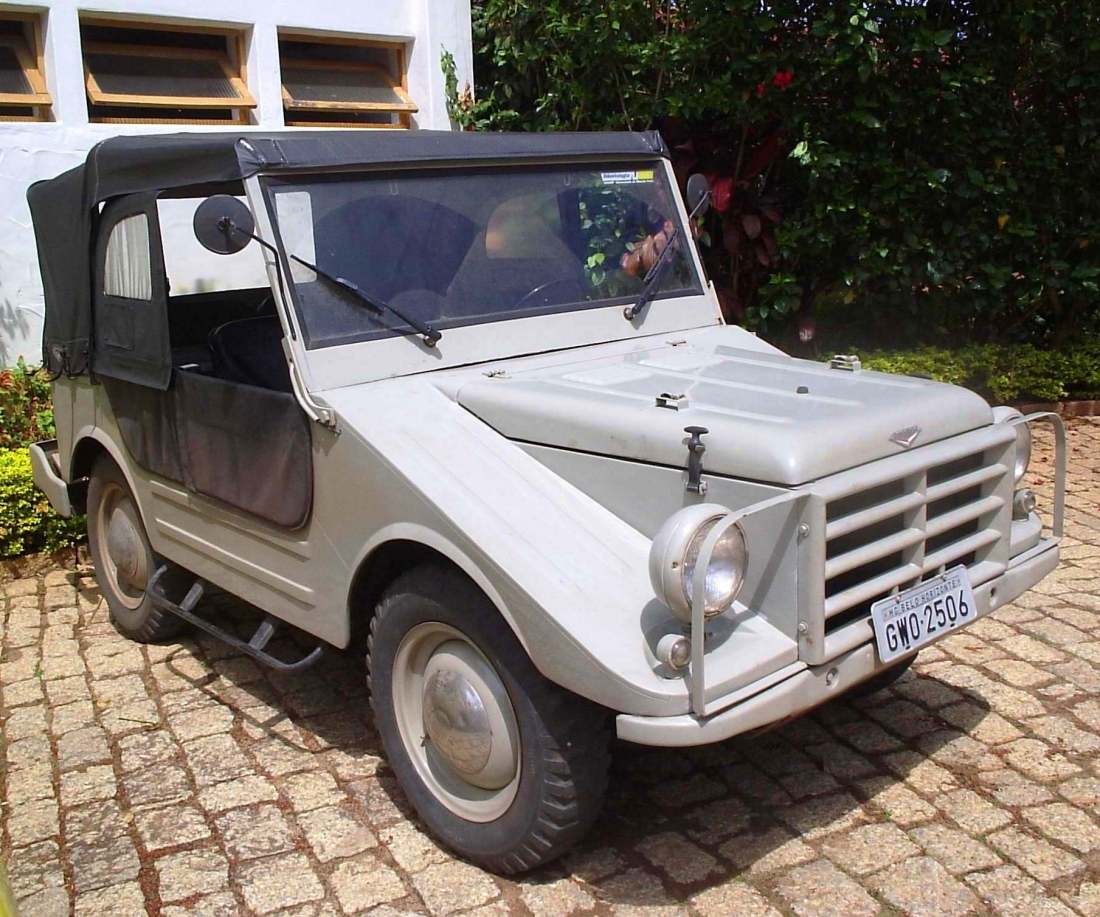
ブラジル製のDKW カンタンゴ

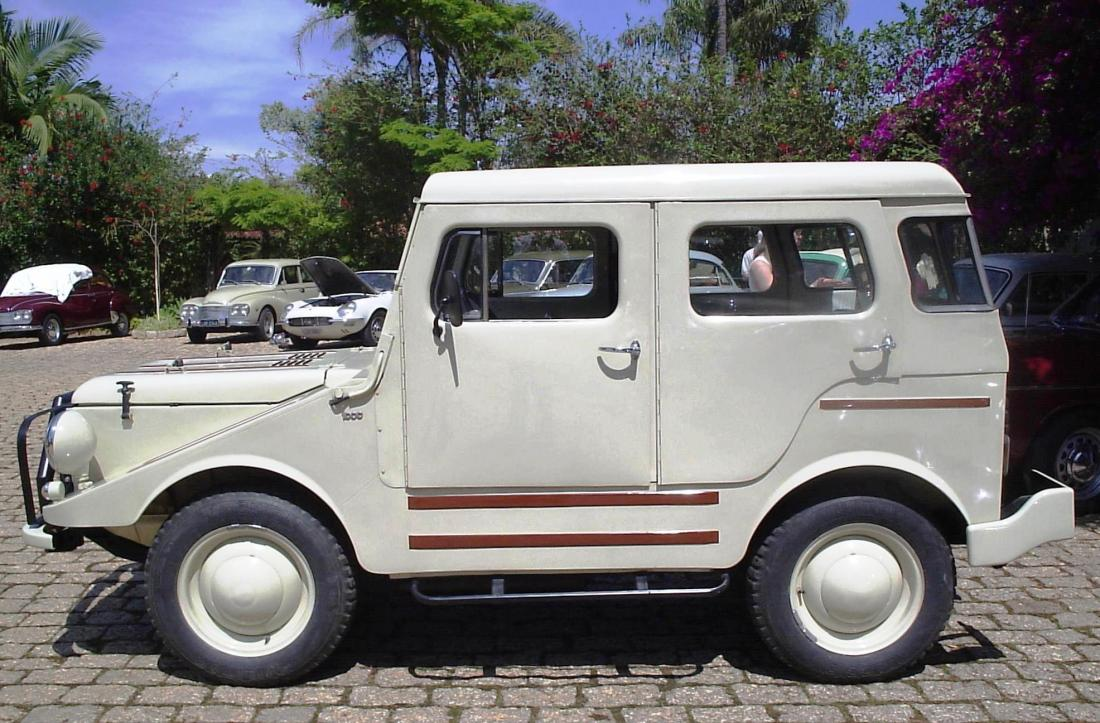
1960年モデルのカンタンゴ。他社製のハードトップを付けている。